# Piper hylebates
Piper hylebates är en pepparväxtart som beskrevs av C. Dc.. Piper hylebates ingår i släktet Piper och familjen pepparväxter. Inga underarter finns listade i Catalogue of Life.